# 토마스피그미뛰는쥐
토마스피그미뛰는쥐 또는 토마스피그미저보아(Salpingotus thomasi)는 뛰는쥐과에 속하는 설치류의 일종이다. 아프가니스탄의 토착종이다. 자연 서식지는 온대 사막 지역이다. 모식 표본만이 알려져 있으며, 같은 지역에 서식하는 발루치스탄피그미뛰는쥐와 같은 종으로 간주되기도 한다.